# توماس ميلر
توماس ميلر (بالإنجليزية: Thomas W. Miller) (و. 1886 – 1973 م) هو سياسي، ومحامي، من الولايات المتحدة الأمريكية، ولد في ويلمنتجون، ديلاوير، كان عضوًا في الحزب الجمهوري، توفي في رينو، نيفادا، عن عمر يناهز 87 عاماً.

## مناصب
تولى منصب عضو مجلس النواب الأمريكي.

## التعليم
تعلم في جامعة ييل.

## جوائز
حصل على جوائز منها:
- وسام القلب الأرجواني.